# Cleptocrație
Cleptocrația este un termen peiorativ care desemnează un sistem politic în care una sau mai multe persoane din fruntea statului practică corupția pe scara largă. În general, aceste persoane practică spălarea banilor, cu scopul disimulării / ascunderii originii bogăției lor. Termenul este utilizat și pentru a desemna o corupție generalizată, reală sau presupusă, a guvernelor.
Aproape în fiecare dintre țările afectate de cleptocrație, soții, fii și fiice, frați și surori ale vârfurilor, cu un cuvânt, familii ale liderilor de diferite nivele, sunt aduse în viața statului și a instituțiilor sale pentru a se ocupa de acumulări de resurse, preluând funcții de reprezentare și coordonare.

## Etimologie
Termenul din română Cleptocrație provine din franceză Kleptocratie, eventual din engleză Kleptocracy / Cleptocracy. Acestea provin din greacă κλέπτης, transliterat: kleptēs, „hoț” și din greacă κράτος, transliterat: krátos, „putere”. Prin urmare, cleptocrația este, în traducere literală, „conducere de către hoți”.

## Sistemul financiar
Studiile contemporane au identificat cleptocrația secolului XXI, ca fiind un sistem financiar global bazat pe spălarea banilor (estimat de Fondul Monetar Internațional, care cuprinde 2-5 procente din economia globală).
Cleptocrații se angajează în spălarea banilor pentru a ascunde originile corupte ale bogăției lor și pentru al proteja de amenințările interne, cum ar fi instabilitatea economică și rivalii cleptocrați prădători. Acestea pot astfel asigura această bogăție în active și investiții în jurisdicții mai stabile, unde pot fi apoi stocate pentru uz personal, returnate în țara de origine pentru a susține activitățile interne ale kleptocratului sau desfășurate în altă parte pentru a proteja și proiecta interesele regimului de peste mări.

## Nuanță
În eseul său Guns, Germs, and Steel, americanul Jared Diamond dă un sens diferit cleptocrației. El prezintă acest sistem ca o confiscare a puterii de către o elită în detrimentul poporului (recte „furtul puterii”), în acest caz cleptocrația neconducând în mod obligatoriu la corupție, chiar dacă ar putea să conducă acolo.

## România, Republica Moldova
Cleptocrația ar fi un termen peiorativ care desemnează sistemul politic specific României sau Republicii Moldova.